# Хорватия на летних Олимпийских играх 2012
Хорватия на летних Олимпийских играх 2012 была представлена в 16 видах спорта.

## Награды

### Золото
| Золото |                     |                                          |
| №      | Спортсмены          | Вид спорта (дисциплина)                  |
| 1      | Сандра Перкович     | Лёгкая атлетика (женщины, метание диска) |
| 2      | Джованни Черногорац | Стрельба (мужчины, трап)                 |
| 3      | Сборная Хорватии    | Водное поло (мужчины)                    |

### Серебро
| Серебро |                                                         |                                                 |
| №       | Спортсмены                                              | Вид спорта (дисциплина)                         |
| 1       | Давид Саин Мартин Синкович Дамир Мартин Валент Синкович | Академическая гребля (мужчины, парные четвёрки) |

### Бронза
| Бронза | |                               |
| 1      | Люция Занинович | Тхэквондо (женщины, до 49 кг) |
| 2      | Мирко Алилович, Ивано Балич, Дамир Бишанич, Денис Бунтич, Игор Вори, Драго Вукович, Яков Гоюн, Домагой Дувняк, Марко Копляр, Блаженко Лацкович, Веньо Лосерт, Иван Никшевич, Златко Хорват, Иван Чупич, Мануэль Штрлек | Гандбол (мужчины)             |

## Результаты соревнований

### Академическая гребля
В следующий раунд из каждого заезда проходили несколько лучших экипажей (в зависимости от дисциплины). В утешительный заезд попадали спортсмены, выбывшие в предварительном раунде. В финал A выходили 6 сильнейших экипажей, остальные разыгрывали места в утешительных финалах B-F.
Мужчины
| Соревнование    | Спортсмены  | Предварительный заезд | Предварительный заезд | Предварительный заезд | Отборочный заезд | Отборочный заезд | Отборочный заезд | Четвертьфинал | Четвертьфинал | Четвертьфинал | Полуфинал     | Полуфинал     | Полуфинал     | Финал   | Финал   | Итоговое место |
| Соревнование    | Спортсмены  | Заезд                 | Время                 | Место                 | Заезд            | Время            | Место            | Заезд         | Время         | Место         | Заезд         | Время         | Место         | Время   | Место   | Итоговое место |
| --------------- | ----------- | --------------------- | --------------------- | --------------------- | ---------------- | ---------------- | ---------------- | ------------- | ------------- | ------------- | ------------- | ------------- | ------------- | ------- | ------- | -------------- |
| одиночки        | Марио Векич | 6                     | 7:02,63               | 2 Q                   | Не участвовал    | Не участвовал    | Не участвовал    | 1             | 7:05,78       | 4             | Полуфинал C/D | Полуфинал C/D | Полуфинал C/D | Финал C | Финал C | 15             |
| одиночки        | Марио Векич | 6                     | 7:02,63               | 2 Q                   | Не участвовал    | Не участвовал    | Не участвовал    | 1             | 7:05,78       | 4             | 1             | 7:33,51       | 1             | 7:27,60 | 3       | 15             |
| Парные четвёрки |             |                       |                       |                       |                  |                  |                  |               |               |               |               |               |               |         |         |                |

### Баскетбол
Спортсменов — 12

#### Женщины
Состав команды
| Женская сборная Хорватии по баскетболу | Женская сборная Хорватии по баскетболу | Женская сборная Хорватии по баскетболу | Женская сборная Хорватии по баскетболу | Женская сборная Хорватии по баскетболу | Женская сборная Хорватии по баскетболу | Женская сборная Хорватии по баскетболу | Женская сборная Хорватии по баскетболу | Женская сборная Хорватии по баскетболу |
| №                                      | Имя                                    | Возраст и дата рождения                | Рост                                   | Клуб                                   | Игры                                   | Очки                                   | Подборы                                | Передачи                               |
| -------------------------------------- | -------------------------------------- | -------------------------------------- | -------------------------------------- | -------------------------------------- | -------------------------------------- | -------------------------------------- | -------------------------------------- | -------------------------------------- |
|                                        | Мария Всралько                         | 8 августа 1989 (22 года)               | 1,95 м                                 | Саламанка                              |                                        |                                        |                                        |                                        |
|                                        | Анджа Елавич                           | 21 сентября 1980 (31 год)              | 1,72 м                                 | Кайсериспор                            |                                        |                                        |                                        |                                        |
|                                        | Луца Иванкович                         | 26 сентября 1987 (24 года)             | 1,99 м                                 | Йолли                                  |                                        |                                        |                                        |                                        |
|                                        | Елена Ивезич                           | 17 марта 1984 (28 лет)                 | 1,82 м                                 | Госпич                                 |                                        |                                        |                                        |                                        |
|                                        | Лиза Энн Карчиц                        | 11 ноября 1986 (25 лет)                | 1,82 м                                 | Каха Рураль                            |                                        |                                        |                                        |                                        |
|                                        | Ана Лелас                              | 2 апреля 1983 (29 лет)                 | 1,83 м                                 | Монпелье                               |                                        |                                        |                                        |                                        |
|                                        | Мирна Мазич                            | 24 декабря 1985 (26 лет)               | 1,88 м                                 | Нови Загреб                            |                                        |                                        |                                        |                                        |
|                                        | Сандра Мандир                          | 4 августа 1977 (34 года)               | 1,77 м                                 | Госпич                                 |                                        |                                        |                                        |                                        |
|                                        | Антония Мишура                         | 19 мая 1988 (23 года)                  | 1,78 м                                 | Йолли                                  |                                        |                                        |                                        |                                        |
|                                        | Эмануэла Салопек                       | 18 апреля 1984 (28 лет)                | 1,79 м                                 | Нови Загреб                            |                                        |                                        |                                        |                                        |
|                                        | Ива Слишкович                          | 4 сентября 1984 (27 лет)               | 1,94 м                                 | Ривас Экополис                         |                                        |                                        |                                        |                                        |
|                                        | Ива Циглар                             | 12 декабря 1985 (26 лет)               | 1,70 м                                 | Перпиньян                              |                                        |                                        |                                        |                                        |
| Главный тренер:                        |                                        |                                        |                                        |                                        |                                        |                                        |                                        |                                        |

Результаты
Группа A
| Место | Команда  | В | П | МЗ  | МП  | МР   | Очки |
| ----- | -------- | - | - | --- | --- | ---- | ---- |
| 1     | США      | 5 | 0 | 462 | 279 | +183 | 10   |
| 2     | Турция   | 4 | 1 | 343 | 316 | +27  | 9    |
| 3     | Китай    | 3 | 2 | 346 | 363 | -17  | 8    |
| 4     | Чехия    | 2 | 3 | 346 | 332 | +14  | 7    |
| 5     | Хорватия | 1 | 4 | 324 | 379 | -55  | 6    |
| 6     | Ангола   | 0 | 5 | 243 | 395 | -152 | 5    |

| 28 июля 2012 16:45(UTC+1) |                          | США      | 81:56             | Хорватия | Баскетбол арена |
| 28 июля 2012 16:45(UTC+1) | 11:4, 20:24, 22:19, 28:9 |          |                   |          | Баскетбол арена |
| 28 июля 2012 16:45(UTC+1) | Тина Чарльз 14           | Очки     | Мария Всралько 19 |          | Баскетбол арена |
| 28 июля 2012 16:45(UTC+1) | Кэндис Паркер 13         | Подборы  | Луца Иванкович 7  |          | Баскетбол арена |
| 28 июля 2012 16:45(UTC+1) | Сью Бёрд 5               | Передачи | Ана Лелас 5       |          | Баскетбол арена |

| 30 июля 2012 09:00 (UTC+1) |                            | Хорватия | 58:83 | Китай | Баскетбол арена |
| 30 июля 2012 09:00 (UTC+1) | 21:24, 10:15, 14:25, 13:19 |          |       |       | Баскетбол арена |

| 1 августа 2012 20:00(UTC+1) |                            | Хорватия | 70:89 | Чехия | Баскетбол арена |
| 1 августа 2012 20:00(UTC+1) | 19:22, 20:23, 21:12, 10:32 |          |       |       | Баскетбол арена |

| 3 августа 2012 09:00 (UTC+1) |                            | Ангола | 56:75 | Хорватия | Баскетбол арена |
| 3 августа 2012 09:00 (UTC+1) | 18:24, 14:17, 11:18, 13:16 |        |       |          | Баскетбол арена |

| 5 августа 2012 20:00 (UTC+1) |                           | Хорватия | 65:70 | Турция | Баскетбол арена |
| 5 августа 2012 20:00 (UTC+1) | 24:18, 7:15, 13:25, 21:12 |          |       |        | Баскетбол арена |

### Борьба
Мужчины
Греко-римская борьба
| до 74 кг | Невен Жугай | Ислам Толба (EGY) Поб 3-0         | Эмин Видади оглы Ахмедов (AZE) Пор 0-3 | Завершил выступление | Завершил выступление | Завершил выступление | Завершил выступление | Завершил выступление |
| до 84 кг | Невен Жугай | Карам Габер Ибрагим (EGY) Пор 1-3 | Завершил выступление                   | Завершил выступление | Завершил выступление | Завершил выступление | Завершил выступление |                      |

### Водные виды спорта

#### Водное поло
Мужчины
На Игры квалифицировалась мужская сборная Хорватии в составе 13 человек.

#### Плавание
Спортсменов — 4
В следующий раунд на каждой дистанции проходят лучшие спортсмены по времени, независимо от места занятого в своём заплыве.
Мужчины
| Соревнование       | Спортсмен       | Предварительные заплывы | Предварительные заплывы | Полуфиналы           | Полуфиналы           | Финал                | Финал                |
| Соревнование       | Спортсмен       | Результат               | Место                   | Результат            | Место                | Результат            | Место                |
| ------------------ | --------------- | ----------------------- | ----------------------- | -------------------- | -------------------- | -------------------- | -------------------- |
| 50 м вольный стиль | Марио Тодорович | 22,75                   | 28                      | Завершил выступление | Завершил выступление | Завершил выступление | Завершил выступление |

Женщины
| Соревнование   | Спортсмен          | Предварительные заплывы | Предварительные заплывы | Полуфиналы            | Полуфиналы            | Финал                 | Финал                 |
| Соревнование   | Спортсмен          | Результат               | Место                   | Результат             | Место                 | Результат             | Место                 |
| -------------- | ------------------ | ----------------------- | ----------------------- | --------------------- | --------------------- | --------------------- | --------------------- |
| 100 м на спине | Саня Иванович      | 1:03.38                 | 36                      | Завершила выступление | Завершила выступление | Завершила выступление | Завершила выступление |
| 200 м на спине | Ким Даниела Павлин | 2:15.67                 | 33                      | Завершила выступление | Завершила выступление | Завершила выступление | Завершила выступление |
| 200 м комплекс | Ким Даниела Павлин | 2:17.17                 | 30                      | Завершила выступление | Завершила выступление | Завершила выступление | Завершила выступление |

Открытая вода
| Соревнование  | Спортсмены  | Результат | Место |
| ------------- | ----------- | --------- | ----- |
| 10 километров | Карла Шитич | 1:58:54.7 | 12    |

### Гандбол
Спортсменов — 28

#### Мужчины
Состав команды
| Мужская сборная Хорватии по гандболу | Мужская сборная Хорватии по гандболу | Мужская сборная Хорватии по гандболу | Мужская сборная Хорватии по гандболу | Мужская сборная Хорватии по гандболу | Мужская сборная Хорватии по гандболу | Мужская сборная Хорватии по гандболу | Мужская сборная Хорватии по гандболу | Мужская сборная Хорватии по гандболу |
| №                                    | Имя                                  | Возраст и дата рождения              | Рост                                 | Клуб                                 | Игры                                 | Голы                                 |                                      |                                      |
| ------------------------------------ | ------------------------------------ | ------------------------------------ | ------------------------------------ | ------------------------------------ | ------------------------------------ | ------------------------------------ | ------------------------------------ | ------------------------------------ |
| 1                                    | Веньо Лосерт (GK)                    | 25 июля 1976 (36 лет)                | 1,91 м                               | Адемар Леон                          |                                      |                                      |                                      |                                      |
| 25                                   | Мирко Алилович (GK)                  | 15 сентября 1985 (26 лет)            | 2,00 м                               | Веспрем                              |                                      |                                      |                                      |                                      |
| 4                                    | Ивано Балич                          | 1 апреля 1979 (33 года)              | 1,91 м                               | Загреб                               |                                      |                                      |                                      |                                      |
| 5                                    | Домагой Дувняк                       | 1 июня 1988 (24 года)                | 1,97 м                               | Гамбург                              |                                      |                                      |                                      |                                      |
| 6                                    | Блаженко Лацкович                    | 25 декабря 1980 (31 года)            | 1,96 м                               | Гамбург                              |                                      |                                      |                                      |                                      |
| 8                                    | Марко Копляр                         | 12 февраля 1986 (26 лет)             | 2,10 м                               | Загреб                               |                                      |                                      |                                      |                                      |
| 9                                    | Игор Вори                            | 20 сентября 1980 (31 год)            | 2,03 м                               | Гамбург                              |                                      |                                      |                                      |                                      |
| 10                                   | Яков Гоюн                            | 18 апреля 1986 (26 лет)              | 2,04 м                               | Загреб                               |                                      |                                      |                                      |                                      |
| 13                                   | Златко Хорват                        | 25 сентября 1984 (27 лет)            | 1,80 м                               | Загреб                               |                                      |                                      |                                      |                                      |
| 14                                   | Драго Вукович                        | 3 августа 1983 (28 лет)              | 1,94 м                               | Неттельштедт-Любекке                 |                                      |                                      |                                      |                                      |
| 20                                   | Дамир Бичанич                        | 29 июня 1985 (27 лет)                | 1,78 м                               | Шамбери                              |                                      |                                      |                                      |                                      |
| 21                                   | Денис Бунтич                         | 13 октября 1982 (29 лет)             | 1,99 м                               | Виве Тарге Кьелце                    |                                      |                                      |                                      |                                      |
| 26                                   | Мануэль Штрлек                       | 1 декабря 1988 (23 года)             | 1,84 м                               | Загреб                               |                                      |                                      |                                      |                                      |
| 27                                   | Иван Чупич                           | 27 марта 1986 (26 лет)               | 1,79 м                               | Рейн-Неккар Лёвен                    |                                      |                                      |                                      |                                      |
| 29                                   | Иван Нинчевич                        | 27 октября 1981 (30 лет)             | 1,84 м                               | Фюхсе Берлин                         |                                      |                                      |                                      |                                      |
| Главный тренер: Славко Голужа        |                                      |                                      |                                      |                                      |                                      |                                      |                                      |                                      |

Результаты
Группа B
| Место | Команда          | В | В | Н | П | ГЗ  | ГП  | +/- | Очки |
| ----- | ---------------- | - | - | - | - | --- | --- | --- | ---- |
| 1     | Хорватия         | 5 | 5 | 0 | 0 | 150 | 109 | +41 | 10   |
| 2     | Дания            | 5 | 4 | 0 | 1 | 124 | 129 | −5  | 8    |
| 3     | Испания          | 5 | 3 | 0 | 2 | 130 | 116 | +14 | 6    |
| 4     | Венгрия          | 5 | 2 | 0 | 3 | 114 | 128 | −14 | 4    |
| 5     | Сербия           | 5 | 1 | 0 | 4 | 120 | 131 | −11 | 2    |
| 6     | Республика Корея | 5 | 0 | 0 | 5 | 115 | 140 | −25 | 0    |

| 29 июля 11:15 (UTC+1) | Отчёт | Хорватия       | 31:21 (14:8) | Республика Корея | Коппер Бокс Зрителей: 4068 Судьи: Карлос Мария Марина, Дарио Лионель Миноре |
| 29 июля 11:15 (UTC+1) | Отчёт | Иван Чупич — 6 | Голы         | Чон Ик Чон — 5   | Коппер Бокс Зрителей: 4068 Судьи: Карлос Мария Марина, Дарио Лионель Миноре |

| 31 июля 16:15 (UTC+1) | Отчёт | Сербия         | 23:31 (9:13) | Хорватия       | Коппер Бокс Зрителей: 4827 Судьи: Вацлав Горачек, Иржи Новотный |
| 31 июля 16:15 (UTC+1) | Отчёт | Марко Вуин — 6 | Голы         | Иван Чупич — 8 | Коппер Бокс Зрителей: 4827 Судьи: Вацлав Горачек, Иржи Новотный |

| 2 августа 14:30 (UTC+1) | Отчёт | Хорватия       | 26:19 (11:8) | Венгрия                     | Коппер Бокс Зрителей: 4950 Судьи: Кеннет Абрахамсен, Арне Кристиансен |
| 2 августа 14:30 (UTC+1) | Отчёт | Иван Чупич — 7 | Голы         | Габор Часар, Ласло Надь — 4 | Коппер Бокс Зрителей: 4950 Судьи: Кеннет Абрахамсен, Арне Кристиансен |

| 4 августа 16:15 (UTC+1) | Отчёт | Хорватия     | 32:21 (14:9) | Дания                            | Коппер Бокс Зрителей: 4800 Судьи: Нордин Лазар, Лоран Ревере |
| 4 августа 16:15 (UTC+1) | Отчёт | 3 игрока — 5 | Голы         | Андерс Эггерт, Ханс Линдберг — 5 | Коппер Бокс Зрителей: 4800 Судьи: Нордин Лазар, Лоран Ревере |

| 6 августа 19:30 (UTC+1) | Отчёт | Испания                            | 25:30 (10:11) | Хорватия                          | Коппер Бокс Судьи: Ларс Гайпель, Маркус Хельбиг |
| 6 августа 19:30 (UTC+1) | Отчёт | Рауль Энтрерриос, Виктор Томас — 6 | Голы          | Иван Чупич, Блаженко Лацкович — 7 | Коппер Бокс Судьи: Ларс Гайпель, Маркус Хельбиг |

1/4 финала
| 8 августа 21:30 (UTC+1) | Отчёт | Хорватия       | 25:23 (11:12) | Тунис                          | Баскетбольная арена Зрителей: 9578 Судьи: Карлос Мария Марина, Дарио Лионель Миноре |
| 8 августа 21:30 (UTC+1) | Отчёт | Иван Чупич — 8 | Голы          | Ваэль Яллоуз, Камель Алуни — 4 | Баскетбольная арена Зрителей: 9578 Судьи: Карлос Мария Марина, Дарио Лионель Миноре |

1/2 финала
| 10 августа 20:30 (UTC+1) | Отчёт | Франция      | 25:22 (12:10) | Хорватия          | Баскетбольная арена Зрителей: 9849 Судьи: Кеннет Абрахамсен, Арне Кристиансен |
| 10 августа 20:30 (UTC+1) | Отчёт | 3 игрока — 4 | Голы          | Златко Хорват — 6 | Баскетбольная арена Зрителей: 9849 Судьи: Кеннет Абрахамсен, Арне Кристиансен |

Матч за 3-е место
| 12 августа 11:00 (UTC+1) | Отчёт | Венгрия              | 26:33 (14:19) | Хорватия       | Баскетбольная арена Зрителей: 9263 Судьи: Вацлав Горачек, Иржи Новотный |
| 12 августа 11:00 (UTC+1) | Отчёт | Гергели Харсаньи — 7 | Голы          | Иван Чупич — 8 | Баскетбольная арена Зрителей: 9263 Судьи: Вацлав Горачек, Иржи Новотный |

Итог: -е место

#### Женщины
На Игры квалифицировалась женская сборная Хорватии в составе 14 человек.

### Гребля на байдарках и каноэ

#### Гребной слалом
Мужчины
| Соревнование | Спортсмены  | Предварительный этап | Предварительный этап | Полуфиналы           | Полуфиналы           | Финал                | Финал                |
| Соревнование | Спортсмены  | Время                | Место                | Время                | Место                | Время                | Место                |
| ------------ | ----------- | -------------------- | -------------------- | -------------------- | -------------------- | -------------------- | -------------------- |
| Б-1          | Динко Мулич | 143.28               | 22                   | Завершил выступление | Завершил выступление | Завершил выступление | Завершил выступление |

### Лёгкая атлетика
Мужчины
| Дисциплина     | Спортсмен | Предварительный раунд | Предварительный раунд | Четвертьфиналы | Четвертьфиналы | Полуфиналы | Полуфиналы | Финал     | Финал |
| Дисциплина     | Спортсмен | Результат             | Место                 | Результат      | Место          | Результат  | Место      | Результат | Место |
| -------------- | --------- | --------------------- | --------------------- | -------------- | -------------- | ---------- | ---------- | --------- | ----- |
| толкание ядра  |           |                       |                       |                |                |            |            |           |       |
| метание диска  |           |                       |                       |                |                |            |            |           |       |
|                |           |                       |                       |                |                |            |            |           |       |
| метание молота |           |                       |                       |                |                |            |            |           |       |

Женщины
| Дисциплина      | Спортсменка | Предварительный раунд | Предварительный раунд | Четвертьфиналы | Четвертьфиналы | Полуфиналы | Полуфиналы | Финал     | Финал |
| Дисциплина      | Спортсменка | Результат             | Место                 | Результат      | Место          | Результат  | Место      | Результат | Место |
| --------------- | ----------- | --------------------- | --------------------- | -------------- | -------------- | ---------- | ---------- | --------- | ----- |
| 400 м с/б       |             |                       |                       |                |                |            |            |           |       |
| марафон         |             |                       |                       |                |                |            |            |           |       |
| прыжки в высоту |             |                       |                       |                |                |            |            |           |       |
| метание диска   |             |                       |                       |                |                |            |            |           |       |

### Настольный теннис
Спортсменов — 2
Соревнования по настольному теннису проходили по системе плей-офф. Каждый матч продолжался до тех пор, пока один из теннисистов не выигрывал 4 партии. Сильнейшие 16 спортсменов начинали соревнования с третьего раунда, следующие 16 по рейтингу стартовали со второго раунда. 
Мужчины
| Соревнование     | Спортсмены          | Квалификация       | Первый раунд       | Второй раунд                 | Третий раунд               | 1/8 финала                      | Четвертьфинал        | Полуфинал            | Финал                | Место |
| Соревнование     | Спортсмены          | Соперник Результат | Соперник Результат | Соперник Результат           | Соперник Результат         | Соперник Результат              | Соперник Результат   | Соперник Результат   | Соперник Результат   | Место |
| ---------------- | ------------------- | ------------------ | ------------------ | ---------------------------- | -------------------------- | ------------------------------- | -------------------- | -------------------- | -------------------- | ----- |
| Одиночный разряд | Андрей Гачина (27)  | Не участвовал      | Не участвовал      | Й. Перссон (SWE) (63) В 4:0  | А. Шибаев (RUS) (16) В 4:3 | Чжуан Цзиньюань (TPE) (5) П 2:4 | Завершил выступление | Завершил выступление | Завершил выступление | 9     |
| Одиночный разряд | Зоран Приморац (28) | Не участвовал      | Не участвовал      | Э.-С. Лашин (EGY) (49) П 3:4 | Завершил выступление       | Завершил выступление            | Завершил выступление | Завершил выступление | Завершил выступление | 33    |

### Парусный спорт
Спортсменов — 12
Соревнования по парусному спорту в каждом из классов состояли из 10 гонок, за исключением класса 49er, где проводилось 15 заездов. В каждой гонке спортсмены стартовали одновременно. Победителем каждой из гонок становился экипаж, первым пересекший финишную черту. Количество очков, идущих в общий зачёт, соответствовало занятому командой месту. 10 лучших экипажей по результатам 10 гонок попадали в медальную гонку, результаты которой также шли в общий зачёт. В случае если участник соревнований не смог завершить гонку ему начислялось количество очков, равное количеству участников плюс один. При итоговом подсчёте очков не учитывался худший результат, показанный экипажем в одной из гонок. Сборная, набравшая наименьшее количество очков, становится олимпийским чемпионом.
Мужчины
| Класс    | Спортсмены    | Гонка | Гонка | Гонка | Гонка | Гонка | Гонка | Гонка | Гонка | Гонка | Гонка | Гонка         | Очки | Место |
| Класс    | Спортсмены    | 1     | 2     | 3     | 4     | 5     | 6     | 7     | 8     | 9     | 10    | M             | Очки | Место |
| -------- | ------------- | ----- | ----- | ----- | ----- | ----- | ----- | ----- | ----- | ----- | ----- | ------------- | ---- | ----- |
| RS:X     | Лука Мратович | 24    | 19    | 26    | 20    | 22    | 11    | 14    | 16    | 18    | 36    | Не участвовал | 170  | 21    |
| 470      |               |       |       |       |       |       |       |       |       |       |       |               |      |       |
| Лазер    |               |       |       |       |       |       |       |       |       |       |       |               |      |       |
| Звёздный |               |       |       |       |       |       |       |       |       |       |       |               |      |       |
| Финн     |               |       |       |       |       |       |       |       |       |       |       |               |      |       |

Женщины
| Класс        | Спортсмены | Гонка | Гонка | Гонка | Гонка | Гонка | Гонка | Гонка | Гонка | Гонка | Гонка | Гонка | Очки | Место |
| Класс        | Спортсмены | 1     | 2     | 3     | 4     | 5     | 6     | 7     | 8     | 9     | 10    | M     | Очки | Место |
| ------------ | ---------- | ----- | ----- | ----- | ----- | ----- | ----- | ----- | ----- | ----- | ----- | ----- | ---- | ----- |
| 470          |            |       |       |       |       |       |       |       |       |       |       |       |      |       |
| Лазер Радиал |            |       |       |       |       |       |       |       |       |       |       |       |      |       |

Открытый класс
| Класс | Спортсмены | Гонка | Гонка | Гонка | Гонка | Гонка | Гонка | Гонка | Гонка | Гонка | Гонка | Гонка | Гонка | Гонка | Гонка | Гонка | Гонка | Очки | Место |
| Класс | Спортсмены | 1     | 2     | 3     | 4     | 5     | 6     | 7     | 8     | 9     | 10    | 11    | 12    | 13    | 14    | 15    | M     | Очки | Место |
| ----- | ---------- | ----- | ----- | ----- | ----- | ----- | ----- | ----- | ----- | ----- | ----- | ----- | ----- | ----- | ----- | ----- | ----- | ---- | ----- |
| 49er  |            |       |       |       |       |       |       |       |       |       |       |       |       |       |       |       |       |      |       |

Использованы следующие сокращения:
| * M — медальная гонка |

### Стрельба
Спортсменов — 5
По итогам квалификации 6 или 8 лучших спортсменов (в зависимости от дисциплины), набравшие наибольшее количество очков, проходили в финал. Победителем соревнований становился стрелок, набравший наибольшую сумму очков по итогам квалификации и финала. В пулевой стрельбе в финале количество очков за попадание в каждой из попыток измерялось с точностью до десятой.
Мужчины
| Соревнование                          | Спортсмены     | Квалификация | Квалификация | Финал                | Всего                | Всего                |
| Соревнование                          | Спортсмены     | Результат    | Место        | Финал                | Результат            | Место                |
| ------------------------------------- | -------------- | ------------ | ------------ | -------------------- | -------------------- | -------------------- |
| Винтовка из трёх положений, 50 метров | Боян Джуркович | 1152         | 32           | Завершил выступление | Завершил выступление | Завершил выступление |
| Трап                                  |                |              |              |                      |                      |                      |

Женщины
| Соревнование                       | Спортсмены | Квалификация | Квалификация | Финал | Всего     | Всего |
| Соревнование                       | Спортсмены | Результат    | Место        | Финал | Результат | Место |
| ---------------------------------- | ---------- | ------------ | ------------ | ----- | --------- | ----- |
| Пневматическая винтовка, 10 метров |            |              |              |       |           |       |

### Тхэквондо
Женщины
| Соревнование    | Спортсмены   | Турнир | 1/8 финала         | Четвертьфинал      | Полуфинал          | Финал              |
| Соревнование    | Спортсмены   | Турнир | Соперник Результат | Соперник Результат | Соперник Результат | Соперник Результат |
| --------------- | ------------ | ------ | ------------------ | ------------------ | ------------------ | ------------------ |
| До 49 кг        |              |        |                    |                    |                    |                    |
| Люция Занинович | За 1-е место |        |                    |                    |                    |                    |
| Люция Занинович | За 3-е место |        |                    |                    |                    |                    |
| До 57 кг        |              |        |                    |                    |                    |                    |
| Ана Занинович   | За 1-е место |        |                    |                    |                    |                    |
| Ана Занинович   | За 3-е место |        |                    |                    |                    |                    |